# サンエー八重瀬シティ
サンエー八重瀬シティ（サンエーやえせシティ）は、沖縄県島尻郡八重瀬町字屋宜原にある株式会社サンエーが運営する総合スーパー（GMS）である。略称は「やえティー」。

## 概要
所在地である八重瀬町字屋宜原は、那覇広域都市計画の市街化調整区域につき、都市的土地利用が制限されていた区域である。一方で、人口増加や高齢化が進むなかでの都市機能の維持増進に向けた開発が課題となっていた。そこで、合併前の2004年から町内にサンエーを誘致する案が浮上していたが、そのような開発規制があったことで実現が滞っていた。しかし、2010年に町長に大型商業施設の企業誘致を公約にした比屋根方次氏が初当選する。2011年に、町は県に対して障壁となっている開発規制の緩和を要請し、同地区を「こちんだプラザ地区」として1万㎡未満の商業施設が建設できる地区計画を決定、サンエー誘致を実現するための環境整備を推し進めた。2012年2月に町とサンエーで開発に向けた協定書を締結し、実に8年越しの誘致計画が実現した。
2012年11月にサンエーがタリーズコーヒーとフランチャイズ契約を締結したことで、八重瀬シティの開業と同時に沖縄再進出1号店がオープンした。

## 沿革
- 2012（平成24）年
  - 4月12日 - 「サンエー八重瀬シティ」の出店を発表[2][5]。
  - 5月17日 - 着工[6]。
- 2013（平成25）年4月26日 - 「サンエー八重瀬シティ」開業。

## 主要店舗
- サンエー食品館
- サンエー衣料館
- マツモトキヨシ（サンエー直営）
- 専門店
  - オンデーズ
  - 球陽堂書房
  - キャンドゥ
- 飲食店
  - タリーズコーヒー（サンエー直営）
  - 和風亭（サンエー直営）

## アクセス

### 路線バス
屋宜原バス停下車すぐ。
- 36番・糸満新里線（沖縄バス）

### 注
1. ↑  2006年1月に東風平町と具志頭村が合併して八重瀬町が誕生した。
2. ↑  沖縄県内では、2005年にタリーズコーヒージャパンの直営で那覇市の国際通り沿いに1号店が開店したのが初出店であったが、2007年に閉店し、沖縄から撤退。再進出は、サンエー運営によるフランチャイズ店舗である。